# Christian Franz (Sänger)
Christian Franz (* 1968 in Fürstenfeldbruck) ist ein deutscher Opernsänger (Heldentenor). Besonders bekannt ist er für seine Interpretationen von Rollen in Wagner-Opern.

## Leben
Christian Franz studierte Gesang bei Hanno Blaschke an der Hochschule für Musik in München. 1991 erhielt er im Alter von 23 Jahren an den Landesbühnen Sachsen in Radebeul und am Theater Regensburg seine ersten Engagements. Danach folgten drei Jahre im Ensemble der Oper Wuppertal.
2001 debütierte er bei den Bayreuther Festspielen. Zu seinem Wagner-Repertoire gehören Loge, die beiden Siegfried und Siegmund aus dem Ring des Nibelungen, die Titelrolle aus Parsifal und Tristan aus Tristan und Isolde. Seinen internationalen Durchbruch hatte er 2009 in der Titelrolle in Wagners gleichnamiger Oper Siegfried an der Met.